# Шоколад (филм)
„Шоколад“ (на английски: Chocolat) е британско-американски игрален филм, режисиран от Ласе Халстрьом, по едноименния роман на Джоан Харис „Шоколад“. Сниман е през 1999 г., а през 2000 г. е официалната му премиера.
С подбран актьорски състав (Джони Деп, Жулиет Бинош, Алфред Молина, Лена Улин, Джуди Денч, Лесли Карон), продукцията печели пет номинации за Оскари 2001:
- „Най-добър филм“,
- „Най-добра актриса“ за Жулиет Бинош, и
- „Най-добра актриса в поддържаща роля“ за Джуди Денч.

„Шоколад“ е първият филм, в който Джони Деп показва своята музикална дарба (сам свири на китара): „Това бе първият път, когато наистина свирих. В „Ревльото“ само се преструвах. Този път беше истинско и всичко беше заснето на самата снимачна площадка. Преговорих си някои стари вариации и се поупражнявах. Беше ми много приятно.“.
 Внимание:  Текстът по-долу разкрива сюжета на произведението (или части от него)!
Мистериозната Виан (Жулиет Бинош) отваря магазин за шоколад по време на пости в едно много религиозно и строго консервативно общество. Въпреки че местните гледат на тях като на демонична наслада, лакомствата на Виан успяват да ги накарат да се чувстват по-свободни отпреди. Но за самата Виан чувството идва когато в града пристигат хора без дом, пътуващи по реката, чийто главен водач е Ру (Джони Деп).

## Дублажи
| Преводач           | Златина Тенева                                                                |
| Тонрежисьор        | Стефан Дучев                                                                  |
| Озвучаващи артисти | Силвия Русинова Венета Зюмбюлева Христина Ибришимова Васил Бинев Борис Чернев |

| Преводач            | Кати Бобева                                                                      |
| Озвучаващи артисти  | Гергана Стоянова Ани Василева Здрава Каменова Христо Чешмеджиев Любомир Младенов |
| Тонрежисьор         | Петър Пейков                                                                     |
| Режисьор на дублажа | Таня Димитрова                                                                   |